# Уч-Коргонский район
Уч-Коргонский район (кирг. Үч-Коргон району) — единица административного деления Киргизской АССР и Киргизской ССР, существовавшая в 1928—1959 годах. Центр — село Уч-Коргон (в 1936—1957 — Молотовабад).

## История
Район был образован 24 декабря 1928 года в составе Ошского округа Киргизской АССР как Кызыл-Кийский район. С 1930 года находился в прямом подчинении Киргизской АССР. В 1936 году переименован в Молотовский район. 26 февраля 1938 года район вошёл в состав Ошского округа. 21 ноября 1939 года вошёл в состав Ошской области. 6 июля 1957 года Молотовский район был переименован в Уч-Коргонский район. 29 октября 1958 года к Уч-Коргонскому району была присоединена часть территории упразднённого Янги-Наукатского района. 26 ноября 1959 года Уч-Коргонский район был упразднён, а его территория разделена между Наукатским и Фрунзенским районами.
По данным 1949 года район включал 9 сельсоветов (Джальский, Кара-Ягачский, Кара-Кышлакский, Кара-Тепинский, Майданский, Марказский, Молотовабадский, Суханинский и Таджик-Кишлакский) и рабочий посёлок Чаувай.

## Население
По данным переписи 1939 года в Молотовском районе проживало 20 902 человека, в том числе киргизы — 60,8 %, таджики — 22,7 %, узбеки — 9,1 %, русские — 3,8 %.